# Erich Lohmeyer
Erich Lohmeyer (* 10. Mai 1886 in Kassel; † 5. August 1966) war ein deutscher Wasserbau- und Tiefbauingenieur.

## Leben
Lohmeyer wurde 1919 an der Technischen Hochschule Danzig promoviert (Der Abbruch von Beton und Mauerwerk).  Er war Ministerialrat im preußischen Handelsministerium in Berlin und später Oberbaudirektor in Hamburg. Als Ministerialrat hatte er von preußischer Seite den Hafengemeinschaftsvertrag von 1928 zwischen Hamburg und Preußen verhandelt. Von 1930 bis 1933 leitete er den Strom- und Hafenbau in Hamburg, die 1929 als GmbH in Gemeinschaft mit Preußen 1929 gegründet worden war. Er galt als ehrgeizig, aber korrekt (und parteilos) und als unermüdlicher Arbeiter, der aber als Preuße in der Verwaltung in Hamburg Probleme bekam. Nachfolger wurde Erich Bunnies, der zuvor erster Baudirektor gewesen war und der Vorgänger in Lohmeyer, als der Hafenbau noch zur Baubehörde gehörte. Strom- und Hafenbau wurde 1933 wieder Teil einer Behörde für Technik und Arbeit (ab 1936 Teil der Bauverwaltungsbehörde).
Am 1. Januar 1940 übernahm Erich Lohmeyer die Schriftleitung der Zeitschrift Die Bautechnik von August Laskus. In dieser Funktion hatte sich Lohmeyer u. a. in den 1940er Jahren mit der fehlerhaften Theorie des Erddrucks von Alfons Schroeter auseinanderzusetzen.
Nach dem Zweiten Weltkrieg war er der erste Vorsitzende der Deutschen Gesellschaft für Erd- und Grundbau (1950 bis 1960).
Lohmeyer war Spezialist für Grundbau, Spundwände und Hafenbau. Nach dem Tod von Ludwig Brennecke bearbeitete er die Neuauflagen von Der Grundbau (zuletzt 1948), das damals ein Standardwerk war.
Er war seit 1956 Ehrendoktor der Technischen Hochschule Karlsruhe.

## Schriften (Auswahl)
- mit Ludwig Brennecke: Der Grundbau. 4. Auflage. Ernst & Sohn, Berlin 1930.
- Die Spannungen in der Larssenwand. Ernst & Sohn, Berlin 1937 (Nachdruck aus: Bautechnik, Heft 53, 1937)
- Versuche über das Widerstandsmoment eiserner Spundbohlen Bauart „Larssen“ mit zusammengepreßtem Schloß. In: Die Bautechnik, 1927.